# Liste der Biografien/Fraa
Liste der Biografien |
Portal Biografien |
Personensuche
# |
A |
B |
C |
D |
E |
F |
G |
H |
I |
J |
K |
L |
M |
N |
O |
P |
Q |
R |
S |
T |
U |
V |
W |
X |
Y |
Z |
?
 
Fa |
Fe |
Ff |
Fh |
Fi |
Fj |
Fk |
Fl |
Fm |
Fn |
Fo |
Fr |
Ft |
Fu |
Fy
 
Fra |
Frc |
Fre |
Frg |
Fri |
Frk |
Frl |
Fro |
Fru |
Fry
 
Fraa |
Frab |
Frac |
Frad |
Frae |
Fraf |
Frag |
Frah |
Frai |
Fraj |
Frak |
Fral |
Fram |
Fran |
Frao |
Frap |
Fraq |
Frar |
Fras |
Frat |
Frau |
Frav |
Fraw |
Fray |
Fraz
Die Liste der Biografien führt alle Personen auf, die in der deutschsprachigen Wikipedia einen Artikel haben. Dieses ist eine Teilliste mit 15 Einträgen von Personen, deren Namen mit den Buchstaben „Fraa“ beginnt.

## Fraa

### Fraan
- Fraanje, Harmen (* 1976), niederländischer Jazzpianist

### Fraas
- Fraas, Carl (1810–1875), deutscher Agrarwissenschaftler und Botaniker
- Fraas, Claudia (* 1957), deutsche Linguistin, Medienwissenschaftlerin und Hochschullehrerin
- Fraas, Eberhard (1862–1915), deutscher Paläontologe und Geologe
- Fraas, Franz (1802–1877), Stadtschultheiß der Stadt Weinsberg, Mitglied dreier außerordentlicher württembergischer Landtage
- Fraas, Hans-Jürgen (* 1934), deutscher Religionspädagoge
- Fraas, Heinz (* 1941), deutscher Politiker (SPD), MdL
- Fraas, Oscar (1824–1897), deutscher Pfarrer, Naturforscher und Geologe
- Fraas, Peter (* 1957), deutscher Fernseh- und Hörfunkmoderator
- Fraaß, Erich (1893–1974), deutscher Maler
- Fraaß, Friedrich (1809–1885), deutscher Pfarrer und Politiker, MdL
- Fraassen, Bas van (* 1941), niederländischer Wissenschaftstheoretiker und Vertreter des Konstruktiven Empirismus

### Fraat
- Fraatz, Jochen (* 1963), deutscher HandballspielerJochen Fraatz (* 1963)

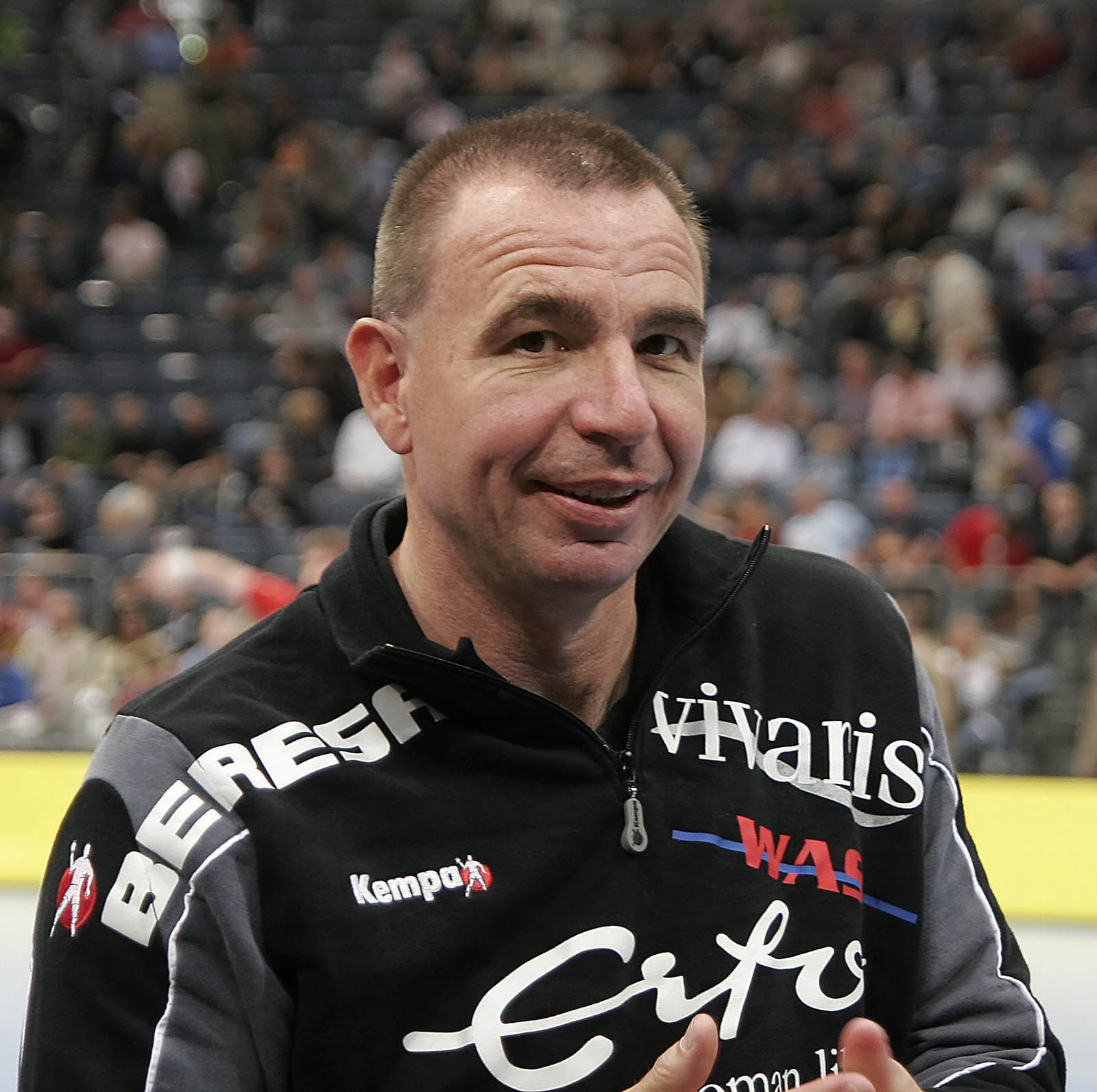
Jochen Fraatz (* 1963)

- Fraatz, Wilhelm Christian Friedrich (1803–1878), deutscher lutherischer Theologe, Generalsuperintendent
- Fraatz, Yannick (* 1999), deutscher Handballspieler